# Slanke kopergroenzwam
De slanke kopergroenzwam (Stropharia pseudocyanea) is een schimmel behorend tot de familie Strophariaceae. Hij leeft saprotroof in mossige, schrale graslanden en in het buitenduin tussen de helm (Ammophila), op droge tot matige vochtige, tamelijk zure tot basische zandgrond. Hij komt voor in bossen, open plekken en weilanden. Vruchtlichamen worden meestal gevormd van augustus tot oktober.

## Kenmerken
Hoed
De hoed heeft een diameter van 1 tot 3 cm. De vorm is aanvankelijk conisch bol, daarna bijna plat met een bult. Het oppervlak is kleverig, witachtig met blauwe tot blauwachtig groene tinten, dat na verloop van tijd vervaagt tot stro of crème. De huid is gelatineus en vliezig. De hoedrand heeft restanten.
Steel
De steel heeft een lengte van 3,5 tot 7 cm en een dikte van 2 tot 5 mm. De vorm is cilindrisch, vaak gebogen, zacht, gemakkelijk te breken. Het oppervlak is blauwgroen, blauwblauw tot stro, vlokkig met rijp, vooral aan de punt. Het heeft een membraneuze annulus en na verloop van tijd blijft alleen de ringvormige zone over.
Lamellen
In het begin kleur van melkachtige koffie, de overvolle gekartelde (ingekerfde nabij de steel) lamellen worden grijsbruin op volwassen leeftijd, maar de lamelranden blijven bijna wit.
Vlees
Het vlees is blauwachtig groen, vervagend naar blauw, dan bleek blauwachtig groen en ten slotte stro-kleurig.
Geur
Hij ruikt sterk naar versgemalen peper.
Sporen
De sporen zijn ellipsoïdaal tot eivormig, glad, zonder kiempore en meten 7-10 × 4,5-5 μm. De kleur is paars-zwart. Cheilocystidia zijn 2 tot 7 µm diameter aan de top, clavaat en vaak licht kopvormig. Pleurocystidia zijn clavaat met een mucronate top of soms lageniform.

## Verspreiding
De slanke kopergroenzwam komt voor in Europa, Noord-Amerika en Nieuw-Zeeland. In Nederland komt hij vrij algemeen voor. Hij staat op de rode lijst in de categorie 'bedreigd'.

## Taxonomie
Deze soort werd voor het eerst beschreven door Jean Baptiste Henri Joseph Desmazières in 1823 als Agaricus pseudocyaneus. De huidige naam, erkend door de Index Fungorum, werd er in 1908 aan gegeven door Andrew Price Morgan.